# Зоряное (Розовский район)
Зоряное (укр. Зоряне) — село,
Кузнецовский сельский совет,
Розовский район,
Запорожская область,
Украина.
Код КОАТУУ — 2324982005. Население по переписи 2001 года составляло 383 человека.

## Географическое положение
Село Зоряное примыкает к пгт Розовка и селу Першотравневое.
По селу протекает пересыхающий ручей с запрудой.
Рядом проходит железная дорога, станция Розовка в 1-м км.

## История
Поселение возникло летом 1824 года как немецкая колония № 7 «Розенберг» (нем. Rosenberg). Поселение было основано на площади в 1456 десятин земли немецкими переселенцами из Западной Пруссии (районов Данцига (Мариенбург) и Эльблонга.
В 1898 году переименовано в колонию Розовка. В 1912 году в селе имелась 4-х классная начальная школа, в которой один сельский учитель обучал 50 школьников. После 1918 года надел земли сократился до 945 десятин. Село входило в состав Мариупольского уезда Екатеринославской губернии.
Своё нынешнее название посёлок Зоряное получил после того, как в 1939 году название Розовка стало применяться к расположенному северо-восточнее посёлку городского типа Люксембург (бывшая колония № 6 «Грунау»), в 1946 году объединённому с селом Казённосельск (бывшая колония № 5 «Кронсфорд»).